# Harald Wigforss
Axel Harald Wigforss, född 16 september 1911 i Aringsås socken i Kronobergs län, död 11 september 1999 i Vallda församling i Kungsbacka kommun, var en svensk tidningsman och liberal debattör. Wigforss var chefredaktör för Göteborgs Handels- och Sjöfartstidning.

## Biografi
Wigforss tillhörde under andra världskriget flera antinazistiska grupper, bland annat samfundet Nordens Frihet som gav ut en tidning med samma namn. Wigforss var tidningens redaktör, och han var även styrelseledamot i samfundet 1944. Han tillhörde även den så kallade Tisdagsklubben. 1944 lämnade han Nordens frihet och började arbeta på den vänsterliberala Göteborgs Handels- och Sjöfarts-Tidning, vilken han så småningom blev huvudredaktör för.. Han var kusinbarn till Ernst Wigforss.